# Serraca nigromarginata
Serraca nigromarginata là một loài bướm đêm trong họ Geometridae.